# Corriente del Pacífico Sur

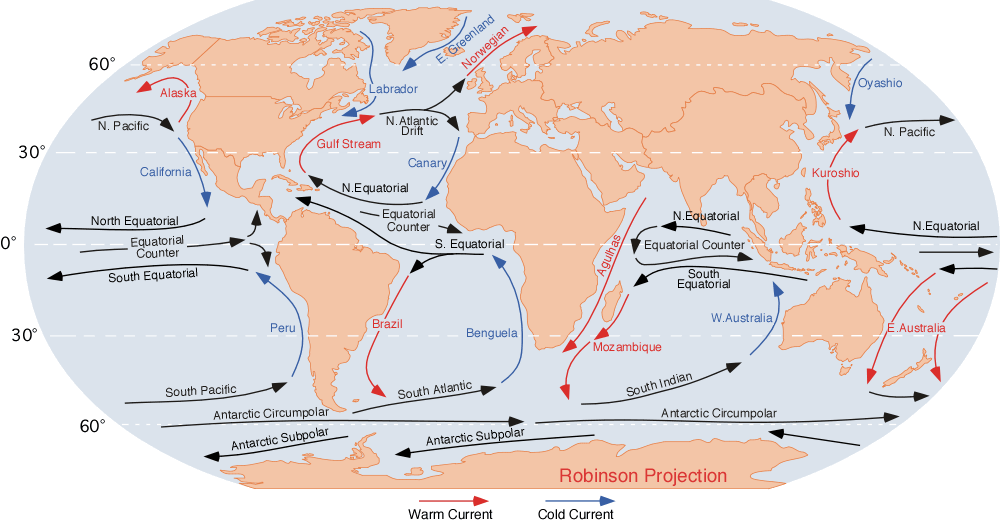
Corrientes oceánicas.

La corriente del Pacífico Sur es una corriente oceánica superficial, ancha y somera del Pacífico que fluye en dirección este desde el litoral de Tasmania y Nueva Zelanda, en un largo trayecto hasta alcanzar a la corriente de Humboldt en las proximidades de las costas del sur de Chile. Esta corriente forma parte del giro del Pacífico Sur y está especialmente influenciada por los vientos del oeste.
Se sitúa al norte de la corriente circumpolar antártica y aunque tiene la misma dirección que esta, su caudal y velocidad es menor. La corriente del Pacífico Sur es continua entre Nueva Zelanda y Chile especialmente a latitud 40°S.